# Тутуяс
Тутуя́с (рос. Тутуяс) — селище у складі Мисківського міського округу Кемеровської області, Росія.

## Населення
Населення — 55 осіб (2010; 134 у 2002).
Національний склад (станом на 2002 рік):
- росіяни — 93 %